# Taschorema pedunculatum
Taschorema pedunculatum là một loài Trichoptera thuộc họ Hydrobiosidae. Chúng phân bố ở miền Australasia.